# Sauron
 Ovo je glavno značenje pojma Sauron. Za rod paukova pogledajte Sauron (rod).
Sauron je zli čarobnjak i pali anđeo, maia iz djela J. R. R. Tolkiena. Pojavljuje se u trilogiji Gospodar prstenova i Silmarillionu. 
U Trećem dobu Međuzemlja prebivao je u zemlji Mordor. Sauron je Gospodar prstenova jer je svojim Jednim Prstenom mogao vladati ostalim Prstenovima moći. Saurona konačno uništava mali hobit Frodo Baggins bacivši Jedan Prsten u vatru Klete gore u kojoj je iskovan, jer je Sauron bio vezan za Prsten, u njega je pohranio većinu svoje moći i on mu je bio poveznica s postojećim svijetom. Bez njega je postao samo prazna sjena, a sva njegova moć se raspršila.
U Drugom dobu se bio proglasio "Visokim svećenikom Morgotha\Melkora" i uspostavio vlast nad svim stvorenjima svog gospodara. Tu je i skovao prstene moći, varajući Eldare, vilenjake koji su ostali u Međuzemlju svojim ugodnim oblikom i predstavljajući se kao Annatar, gospodar darova. Nakon što je bio otkriven, odbacio je varke, napao Eldare i oteo im prstene.
Pritom je zapoceo rat s Numenorom, najmoćnijim ljudskim kraljevstvom na svijetu.
Prouzročio je njegov pad, ali ne silom oružja gdje je bio nadjačan, nego lukavošću.
Dopustio je da ga zarobe Numenorci, da bi očarao njihova kralja i preobratio ga na štovanje Morgotha. Nagovorio ga je da napadne Valare i njihove Besmrtne zemlje što je uzrokovalo propast Numenora, njegovo potonuće i preoblikovanje svijeta.
Svijet je iz ravne ploče preoblikovan u sferu.
Sauron je radi postojanja prstena uspio izbjeći smrt, ali ga je uništenje Numenora lišilo oku ugodnog oblika.
Prilikom povratka u Međuzemlje se zaratio s preživjelim Numenorcima i Eldarima, ali je izgubio rat, kao i prsten kojeg mu je Isildur skinuo, odrezavši mu prst.
U Prvom dobu je pristao uz Morgotha, ne iz prve, nego ga je ovaj tek kasnije iskvario. Na početku je bio sljedbenik Äulea, Valara zemlje, gdje je stekao gomilu znanja.
To je iskoristio da bi kasnije, u Drugom dobu iskovao glavni prsten moći, iskorištavajući Melkorovu prisutnost u svijetu, ponajviše u zlatu, prožimajući ju svojim iskustvom, znanjem i svojom voljom. U prsten je uložio svu svoju moć kako bi se ona sačuvala i pojačala...
U Prvom dobu, dok je Morgoth još bio u svijetu, bio je njegov zamjenik, drugi u hijerarhiji.
Tada je još mogao mijenjati oblike, a bio je poznat kao gospodar strave, gospodar vukodlaka.
Nakon što je zakazao u čuvanju pristupa glavnoj Morgothovoj utvrdi, u pothvatu u kojem su Morgothu uzeli jedan od tri sveta Silmarilli, krio se od Morgothova pogleda.
Njegovim padom i svršetkom doba se htio pokoriti pobjedničkim Valarima, ali se prepao kazne, pa je pobjegao.
U Tolkienovim djelima on zauzima mjesto palog anđela, iskvarenog zlom.

## Podrijetlo
Sauron je bio jedan od moćnih duhova Maiara, bića velikog znanja i moći, ali ipak nižih božanstava, pa je bio sluga velikih bogova Valara. Na početku bijaše dobar, ali ga iskvari Morgoth, zli Valar te Sauron bijaše drugi u zapovijednom lancu.

## Sauronova uloga u propasti Númenora

### Númenor
Númenor bijaše kraljevstvo na otoku najzapadnijem od svih smrtnih zemalja. Utemeljio ga je Elros, a kraljevi su bili njegovi potomci. Ali, Valari, čuvari svijeta, zabranili su im da se otisnu na zapad, u potragu za Besmrtnom zemljom, njihovim prebivalištem.
Númenorejci su bili dugovječni, ali ipak smrtni, pa kad su postali moćni, poželjeli su besmrtnost. Tako je počela pobuna u kojoj su se podijelili na kralja i njegove podanike, koji su od Valara tražili besmrtnost, i druge, malobrojne, koji su se nazivali Vjernima, koji nisu željeli prekršiti zabranu Valara. Njih je kralj progonio.

### Sauronova obmana
Kralj Ar-Pharazôn Zlatni, najmoćniji númenorejski kralj, nakanio je Sauronu osporiti prevlast u Međuzemlju, gdje je ovaj djelovao. Tako se naposljetku kralj otisnuo sa silnim brodovljem, i iskrcao u luci Umbaru. Moć i sjaj Númenorejaca bijahu takvi da su sve sluge napustile Saurona, a on se, pak, napravio poniznim i pokornim te zatražio milost. Tad ga je oholi Ar-Pharazon kao zarobljenika odveo u Númenor.
No, lukavom Sauronu nije trebalo dugo da začara kralja postane njegov vrhovni suradnik. Uskoro je lažima i magijom pridobio srca svih Númenorejaca, osim Vjernih. Uvjerio je kralja da su Valari izdali Zabranu samo da bi spriječili Númenorejce da njih nadmaše. "Veliki kraljevi uzimaju ono što im pripada", rekao je kralju.
Kralj je naposljetku poslušao Sauronov savjet, jer je osjećao da mu je smrt blizu, a smrti se najviše bojao. Podigao je najveću vojnu silu otkad je svijeta i zaplovio; prekršio je Zabranu Valara i krenuo u rat, da Valarima oduzme vječni život. Ali čim je Ar-Pharazon stupio nogom na tlo Besmrtnih zemalja, Valari su se odrekli svog čuvarskog položaja i obratili se Jedinome.
Tada se lice svijeta promijenilo: Númenor je propao i more ga je progutalo, a Besmrtne zemlje (prebivalište Valara) su nestale iz krugova svijeta.
Posljednje vođe Vjernih, Elendil i njegovi sinovi Isildur i Anárion, spasili su se na devet lađa, doplovili do Međuzemlja i tu osnovali kraljevstva Arnor i Gondor.

### Sauron i Prstenovi moći
Tijekom Drugog doba Sauron se je pojavio u Eregionu gdje se predstavljao kao Annatar, Gospodar darova. Uz njegovu pomoć vilenjački kovači su načinili Prstenove moći. Čim je Sauron nataknuo Prsten Jedan vilenjaci su prozreli njegove misli i pokušali sakriti Prstenove od njega. Sauron je pokrenuo rat protiv vilenjaka i potpuno opustošio Ost-in-Edhil. Tijekom vremena svi su Prstenovi moći osim Tri vilenjačka Prstena došla u ruke Sauronovih slugu.

### Posljednji savez
Sauron nije propao, nego ga je doista pad Númenora povukao za sobom, pa mu je tijelo propalo, ali njegov duh je opstao, nošen mračnim vjetrom. Ušao je u zemlju Mordor i tamo se utvrdio, i bez tijela nikad više nije imao obličja koje bi ljudima bilo lijepo. Mrzio je prognanike (Elendila i njegove sinove) pa je zaratio s njima. No, dok je on bio u Númenoru, vilenjak Gil-galad je ojačao, pa se udružio s prognanicima u Posljednji savez, savez vilenjaka i ljudi, te su zajedničkim snagama porazili Saurona i oduzali mu Jedan Prsten. Tako završava Drugo doba.

## Sauron u Dol Gulduru
Kad je Sauron poražen, na neko je vrijeme nestao iz zbivanja u Međuzemlju. Ali, oko 1100. godine Trećeg doba Mudri (Istari i vrhovnici Eldara) otkrivaju da se neka zla sila skriva u Dol Gulduru u Mrkodolu. Oni smatraju da je to jedan od nazgula. Godine 2060. Mudri primjećuju da moć u Dol Gulduru jača, te počinju strahovati da je to Sauron u novom liku. Za tri godine Gandalf odlazi u Dol Guldur, ali Sauron bježi na istok. Počinje Budni mir.
Godine 2460. završava Budni mir, a Sauron se ojačan vraća u Dol Guldur. Gandalf ponovno u Dol Gulduru - otkriva da je Sauron tamo zagospodario, te da traga za svim Prstenovima i vijestima o Jednom Prstenu.
Godine 2851. Gandalf nagovara Bijelo vijeće da napadnu Dol Guldur, ali Saruman se tome usprotivljuje. Poslije Saruman shvaća da je Sauron saznao kako je Isildur skončao, jer njegove sluge pretražuju Anduin, Veliku rijeku.
Godine 2942. Sauron se potajno vraća u Mordor.

## Jedan Prsten
Nekad davno, Sauron je napravio Prstene moći. Tri su dobili vrhovnici vilenjaka, sedam patuljci, a devet Prstenova je pripalo kraljevima ljudi Ali, potajno, Sauron je u vatri Napuklina kobi, u Kletoj gori iskovao Jedan Prsten, prsten moćniji od svih. Tako je ostao neraskidivo vezan za sudbinu Prstena. U taj prsten unio je veliki dio svoje snage i moći. Onih devet ljudskih kraljeva "preuze sjena", i oni postadoše Prstenove sablasti, zla stvorenja odana samo Sauronu.
Na kraju Drugoga doba, kad su se vilenjaci i ljudi borili protiv Saurona rame uz rame, Isildur, sin Elendilov, je odsjekao Sauronov prstenjak i uzeo Jedinstveni Prsten. Ali, kad je pobjeda već proslavljena, Isildur je upado u zasjedu orka. Orci su ga ubili, a Prsten je potonuo u Anduin.
Potom ga je našao hobit Smeagol, te je Prsten kod njega mirovao petsto godina, odgađajući mu starost, i trujući mu um dok ga nije pretvorio u mršavo, jadno biće Golluma. Od njega ga je uzeo Bilbo Baggins, dobroćudni hobit iz Shirea, u koga je Prsten bio šezdesetak godina, dok ga nije predao svom nećaku Frodu. Gandalf je tada saznao da je to Jedinstveni Prsten, kojeg traži Sauron. Tako se u Rivendellu osniva Prstenova družina, a Frodo postaje Nositelj prstena.

## Rat za Prsten i pad Saurona

### Prstenova družina
Kad je Sauron potajno pobjegao iz Dol Guldura u Mordor, ponovno je izgradio Barad-dûr, Crnu kulu. Preuzeo je oblik oka i počeo stvarati vojsku: namnožio je orke. 3018. godine čak napada Osgilliath. Poslao je svoje Crne jahače put Shirea, slikovitog prebivališta hobita - od Golluma je saznao da tamo živi neki Baggins kod koga je Prsten. Ali, u Shireu nije našao Bagginse, jer je Bilbo već otišao u Rivendell da se odmori, a Frodo je tamo pošao po Gandalfovoj naredbi. Tamo se osniva Prstenova družina - družina kojoj je cilj pomoći "Nositelju Prstena" Frodu da baci Jedini Prsten u vatru Klete gore, tj., da ga uništi.

### Dvije kule
Sauron je davno prije Rata za Prsten zavarao Sarumana pomoću palantíra, a Saruman je skrivao da je njegov pravi gospodar baš Sauron, iako je i njega pokušavao prevariti te se domoći prstena za sebe. No, Gandalf je to saznao, te je na vrijeme upozorio Theodena, rohanskog kralja. Rohan se tako pripremio za napad iz Isengarda.
Sauron je želio prvo pokoriti Rohan: možda mu se činilo da će tako Gondor, najjača zemlja ljudi, lakše pasti pod njegovu vlast. Ali Gondor, koliko god bio jak ili slavan, bio je bez kralja, pa su bilo kakve vijesti o Isildurovu nasljedniku za Saurona bile dragocjene.
Theoden je odveo žene i djecu u Helmovu guduru, sloništa u brdu, a sve ostale u rat. Iako su Sarumanovi orci bili su mnogobrojni i dobro naoružani, a Bijeli čarobnjak je pronašao slabu točku Helmove gudure, Rohanci su dobili tu bitku i slomili Sarumanovu vojsku. 
A za vrijeme bitke, dok je Isengard bio ispražnjen, enti, prastari stanovnici Međuzemlja, Pastiri drveća, koji izgledaju kao hodajuća stabla, razrušili su branu na rijeci Isenu, te je "svo Sarumanovo smeće odnijela voda", a sam Saruman ostao zarobljen u kuli.

### Sauronov pad
Dok su se u Međuzemlju vodile bitke, Frodo i Sam nosili su Prsten do srca Mordora, odnosno Klete gore kako bi ga uništili. Nakon mnogih teškoća, ispunili su svoju zadaću: bacili su Prsten u Raspukline usuda. Sauron je bio povezan s Prstenom: ako se uništi Prsten, on će napustiti Međuzemlje. Autor to zorno opisuje (prijevod Zlatka Crnkovića):
»Razlegne se lomljava i silna zbrkana buka,(...)kule su pale a gore se slegle; zidine se srušile i istopile, stropoštale; digli se golemi stupovi dima i šiknula silna para dok se sve to nije izvrnulo kao val koji nosi sve pred sobom, a pomamni mu se vrh kovitla i pjeni udarajući o obalu. Naposljetku preko mnogo milja dopre tutnjava dižući se do zaglušnog treska i urlika; zemlja se zatresla, ravnica izdigla i prepukla, a Orodruin zaglavinjao. Iz njegova raskoljena vrhunca rigne vatra. Na nebesima se razlegne grmljavina prošarana munjama. Izlije se crna kiša kao iz kabla.(...) Zubate se kule zanesu, zaklate i stropoštaju; debeli se bedem sruši.(...)Učini im se da se naspram pokrova od oblaka diže divovski sjenoviti lik, neprobojan, okrunjen munjom, zauzimajući čitavo nebo. Onako golem, propinjao se iznad svijeta i pružao prema njima grdnu prijeteću šaku, užasnu ali nemoćnu: jer dok se još nadvijao nad njima, zahvatio ga je silan vjetar i otpuhao, odnio, i zavladalo je zatišje. «